# Superpuchar Czech w piłce nożnej
Superpuchar Czech w piłce nożnej (cz. Český Superpohár) – trofeum przyznawane zwycięskiej drużynie meczu rozgrywanego pomiędzy aktualnym Mistrzem Czech oraz zdobywcą Pucharu Czech w danym sezonie (jeżeli ta sama drużyna wywalczyła zarówno mistrzostwo, jak i Puchar kraju - to jej przeciwnikiem zostaje finalista Pucharu). Rozgrywki odbywały się w latach 2010–2015.

## Historia
Jesienią 2009 roku, na zgromadzeniu przedstawicieli klubów 1. ligi ogłoszono o organizacji rozgrywek o Superpuchar Czech. Głównym sponsorem miała stać firma Tipsport zajmująca się zakładami bukmacherskimi, ale później zrezygnowała. Sponsorem pierwszej edycji została również firma bukmacherska – Sazka. Jej filia Sazka Tip dała nazwę nowemu pucharowi – Sazka Tip Superpohár 2010. W sezonie 2010 odbył się pierwszy oficjalny mecz o Superpuchar Czech. Pierwszy pojedynek rozegrano 8 lipca 2010 roku. W tym meczu Sparta Praga pokonała 1:0 Viktorię Pilzno. Przez nikłe zainteresowanie (tylko 3.401 widzów) sponsor zrezygnował z dalszej współpracy. W drugiej edycji udało się zaprosić silnego sponsora – firmę bukmacherską Tip Synot i rozgrywki przyjęły nazwę Synot Tip Superpohár. Wszystkie dotychczasowe mecze odbyły się na stadionach domowym mistrza Czech. W 2014 roku jako że Sparta Praga w sezonie 2013/2014 zwyciężyła w lidze oraz zdobyła puchar, drugim finalistą rozgrywek została drużyna Viktorii Pilzno, która w poprzedzającym sezonie zajęła drugie miejsce w lidze.
Do 2013 roku w każdym meczu o Superpuchar zwyciężyła inna drużyna, są to: Sparta Praga, Viktoria Pilzno, Sigma Ołomuniec oraz FK Jablonec. Passa ta została przerwana w 2014 roku kiedy to Sparta zwyciężyła po razu drugi w historii.
Ostatnią edycję Superpucharu Czech rozegrano w 2015 i od 2017 turniej jest kontynuowany jako Superpuchar Czechosłowacji.

## Format
Mecz o Superpuchar Czech rozgrywany jest przed rozpoczęciem każdego sezonu. W przypadku remisu po upływie regulaminowego czasu gry przeprowadza się dogrywka. Jeżeli i ona nie wyłoni zwycięzcę, to od razu zarządzana jest seria rzutów karnych.

## Zwycięzcy i finaliści
| Sezon                                    | K | K | T | Zwycięzca       | Wynik            | Finalista         | Data, miejsce                                  | Uwagi |
| Superpuchar Czech (cz. Český Superpohár) |   |   |   |                 |                  |                   |                                                |       |
| 2010                                     |   |   | 1 | Sparta Praga    | 1:0              | Viktoria Pilzno   | 08.07.2010, Generali Arena, Praga, 3.401       |       |
| 2011                                     |   |   | 1 | Viktoria Pilzno | 1:1 pd. (k. 4:2) | FK Mladá Boleslav | 22.07.2011, Stadion města Plzně, Pilzno, 2.920 |       |
| 2012                                     |   |   | 1 | Sigma Ołomuniec | 2:0              | Slovan Liberec    | 20.07.2012, Stadion u Nisy, Liberec, 2.877     |       |
| 2013                                     |   |   | 1 | FK Jablonec     | 3:2              | Viktoria Pilzno   | 12.07.2013, Doosan Arena, Pilzno, 4.516        |       |
| 2014                                     |   |   | 2 | Sparta Praga    | 3:0              | Viktoria Pilzno   | 18.07.2014, Generali Arena, Praga, 5.493       |       |
| 2015                                     |   |   | 2 | Viktoria Pilzno | 2:1              | Slovan Liberec    | 18.07.2015, Doosan Arena, Pilzno, 8.116        |       |

Uwagi:

- wytłuszczono i kursywą oznaczone zespoły, które w tym samym roku wywalczyły mistrzostwo i Puchar kraju (dublet),
- wytłuszczono zespoły, które zdobyły mistrzostwo kraju,
- kursywą oznaczone zespoły, które zdobyły Puchar kraju.

## Statystyka

### Klasyfikacja według klubów
W dotychczasowej historii finałów o Superpuchar Czech na podium oficjalnie stawało w sumie 6 drużyn. Liderem klasyfikacji są Sparta Praga i Viktoria Pilzno, które zdobyły trofeum po 2 razy.
Stan na 31.05.2022. 
| Lp. | Klub              | Zdobywca | Finalista       | Zwycięskie sezony | Przegrane finały |   |   |            |                  |
| --- | ----------------- | -------- | --------------- | ----------------- | ---------------- | - | - | ---------- | ---------------- |
| Lp. | Klub              | 1.       | Viktoria Pilzno | Zwycięskie sezony | Przegrane finały | 2 | 3 | 2011, 2015 | 2010, 2013, 2014 |
| 2.  | Sparta Praga      | 2        | 0               | 2010, 2014        |                  |   |   |            |                  |
| 3.  | Sigma Ołomuniec   | 1        | 0               | 2012              |                  |   |   |            |                  |
| 3.  | FK Jablonec       | 1        | 0               | 2013              |                  |   |   |            |                  |
| 5.  | Slovan Liberec    | 0        | 2               |                   | 2012, 2015       |   |   |            |                  |
| 6.  | FK Mladá Boleslav | 0        | 1               |                   | 2011             |   |   |            |                  |

### Klasyfikacja według miast
Stan na 31.05.2022.
| Miasto            | Liczba tytułów | Kluby               |
| ----------------- | -------------- | ------------------- |
| Pilzno            | 2              | Viktoria Pilzno (2) |
| Praga             | 2              | Sparta Praga (2)    |
| Jablonec nad Nysą | 1              | FK Jablonec (1)     |
| Ołomuniec         | 1              | Sigma Ołomuniec (1) |

### Klasyfikacja według kwalifikacji
| Tytuł                   | Zwycięstw | Finałów |
| ----------------------- | --------- | ------- |
| Mistrz Czech            | 4         | 2       |
| Zdobywca Pucharu Czech  | 3         | 3       |
| Finalista Pucharu Czech | 0         | 1       |